# Kypello Kyprou 1935-1936
La Kypello Kyprou 1935-1936 fu la 2ª edizione della coppa nazionale cipriota. Vide la vittoria finale del Trast, la seconda in altrettante edizioni.

## Formula
Al torneo parteciparono le otto squadre iscritte alla A' Katīgoria 1935-1936. Erano previsti turni a eliminazione diretta con gare di sola andata da disputare in casa di una delle due squadre, in base al sorteggio; in caso di parità nei 90 minuti erano previsti i supplementari e, in caso di perdurare della parità, la ripetizione della partita.
La finale fu disputata il 3 novembre del 1935 allo Stadio GSP di Nicosia.

## Quarti di finale
Le partite sono state giocate il 13 ottobre 1935.
| Squadra 1     | Risultato | Squadra 2          |
| ------------- | --------- | ------------------ |
| Anorthōsis    | 2 - 3     | APOEL              |
| EPA Larnaca   | 7 - 3     | Olympiakos Nicosia |
| Arīs Limassol | 2 - 4     | Trast              |
| Lefkoşa Türk  | 1 - 0     | AEL Limassol       |

## Semifinali
| Squadra 1   | Risultato | Squadra 2    |
| ----------- | --------- | ------------ |
| Trast       | 4 - 1     | APOEL        |
| EPA Larnaca | 0 - 4     | Lefkoşa Türk |

## Finale
| Arbitro: | Arthouros Skiadas |

|                                                                                |           |                  |
| Aram Tsatirtsian 25’ Louter Salakian 74’ Aram Tsatirtsian 80’ Takis Tsiges 84’ | Marcatori | 19’ Dervis Latif |